# Metis Mons
Il Metis Mons è una struttura geologica della superficie di Venere.